# You’re a Big Girl Now
You’re a Big Girl Now – piosenka skomponowana przez Boba Dylana, nagrana przez niego w grudniu 1974 r., wydana na albumie Blood on the Tracks w styczniu 1975 r.

## Historia i charakter utworu
Piosenka ta została nagrana na szóstej sesji do albumu Blood on the Tracks 27 grudnia 1974 r. w Sound 80 Studios w Minneapolis w stanie Minnesota. Została ona także wydana na koncertowym albumie Hard Rain i składance Biograph.
Po raz pierwszy Dylan próbował nagrać tę kompozycję na pierwszej sesji w Nowym Jorku 16 września 1974 r. Kolejnej próby dokonał na drugiej sesji następnego dnia. Ta wersja została wydana, prawdopodobnie 25 września, na próbnym tłoczeniu gotowego już albumu. Jednak artysta niezadowolony z rezultatów nagrał ten utwór z innymi muzykami w Minneapolis, gdzie przebywał z okazji bożonarodzeniowych świąt. Mimo że oryginalne wersje powtórnie nagranych w Minneapolis kilku utworów bardziej podobały się Joni Mitchell i Robbiemu Robertsonowi, opublikował na nowej wersji albumu właśnie te nagrania.
Piosenka ta nawiązuje tematycznie do utworów nagrywanych przez Dylana w latach 60. XX w. – portretów człowieka będącego w bardzo złym stanie zarówno pod względem romantycznym, jak i duchowym i fizycznym. Kompozycja ta – być może – powstała pod wpływem "I Can’t Help It (If I'm Still in Love with You)" Hanka Williamsa.
Narrator "You’re a Big Girl Now" jest pognębiony przez urzeczywistnienie, że instynktowne odczucia jego byłej kochanki (która już angażuje się romantycznie z kimś innym) były właściwe. Tak jak i większość piosenek z tego albumu, jest to piosenka otwarcie osobista; granica między narratorem a jej twórcą-wykonawcą jest całkowicie zatarta.
Chociaż Dylan zawsze wypierał się autobiograficzności piosenek nagranych na Blood on the Tracks, nigdy nie brzmiało to przekonująco.
Dylan po raz pierwszy publicznie zaczął wykonywać ten utwór w czasie drugiej części Rolling Thunder Revue w 1976 r. W kilka miesięcy później Dylan i Sara byli już po rozwodzie. Powrócił do koncertowego jego wykonywania w 1978 roku Po 10-letniej przerwie wykonywał go w czasie tournée z Tom Petty and the Heartbreakers w 1987 r. Od końca lat 80. poprzez lata 90. XX w. piosenka ta była wykonywana stosunkowo często, a w latach 2000. – stosunkowo rzadko.

## Muzycy
Sesja 6
- Bob Dylan – gitara, harmonijka, śpiew
- Greg Inhofer – instrumenty klawiszowe
- Bill Peterson – gitara basowa
- Bill Berg – perkusja
- Chris Weber – gitara

## Dyskografia
Albumy
- Hard Rain (1976)
- Biograph (1985)

## Wykonania piosenki przez innych artystów
- Ian Moore – Ian Moore's Got the Green Grass (1999)
- Gerard Quintana and Jordi Batiste – Els Miralls de Dylan (1999)
- Travis – singiel (2001)
- Mary Lee's Corvette – Blood on the Tracks (2002)
- Sugar Black na albumie różnych wykonawców Blowin' in the Wind: A Reggae Tribute to Bob Dylan (2002)
- Elin Sigvardsson na albumie różnych wykonawców May Your Song Always Be Sung: The Songs of Bob Dylan, Vol. 3 (2003)